# أرتاكاما
ارتاكاما، هي نبيلة فارسية والزوجة الثانية للملك بطليموس الأول المعروف بسوتر، الجنرال المقدوني ضمن جيش الإسكندر الأكبر وأول ملك في أسرة البطالمة في مصر.

## حياتها
ارتاكاما (أو كما يدعوها المؤرخ بلوتارخ أباما) كانت ابنة أرتبازوس ملك فريجيا، حفيد الملك ارتكزركزس الثاني والملكة ستراتيرا. وكان والدها ساتراب - حاكم محلي - على داسيليوم تحت حكم الامبراطورين أرتكزركزس الثالث وداريوس الثالث، و ساتراب على باكتريا تحت حكم الاسكندر الأكبر. وكانت والدتها على الأرجح الزوجة الوحيدة المعروفة لأرتابازوس، وشقيقة غير معروفة للجنرالات الرودوسيين ميمنون ومنتور، الذين كانوا في الخدمة ضمن جيش الامبراطورية الفارسية في أواخر 340 ق.م و 330 ق.م.

## زواجها
تزوجت ارتاكاما بطليموس (الذي أصبح جنرالاً فيما بعد) في أبريل 324 ق.م في مهرجان الزواج في مدينة سوسا، الذي أمر الإسكندر الأكبر بعمله. وضمن هذا المهرجان اتخذ العديد من الضباط المقدونيين واليونانيين زوجات فارسيات بعد فترة وجيزة. ولم يرد ذكر أرتاكاما في النصوص التاريخية مرة أخرى، ربما لأن بطليموس تجاهلها بهدوء عندما غادر بابل متوجهاًُ إلى مصر بعد وفاة الإسكندر. وإذا كان الأمر كذلك، فإن عمله كان على النقيض من ذلك الذي فعله صديقه سلوقيس، فزوجة الأخير الفارسية، أباما، التي تزوجها أيضا في تلك المناسبة، بقيت معه بشكل دائم. وأصبح سلوقيس وأباما أسلافاً لملوك الأسرة السلوقية، ومن خلال زواج بين الأسرات الحاكمة في المستقبل، أسلافاً كذلك للحكام الأخيرين من الأسرة البطلمية. وتسمى أرتاكاما باسم أباما من قبل بلوتارخ، ولكن هذا من المرجح أن يكون خطأ. ولم يكن لدى بطليموس أطفال معروفون من زواجه بأرتاكاما.